# Winter Madness
"Winter Madness" é o 11.° episódio da quarta temporada da série de televisão de comédia de situação norte-americana 30 Rock, e o 69.° da série em geral. Foi realizado por Beth McCarthy-Miller e teve o seu enredo escrito por Tom Ceraulo, coordenador de enredo da série, e Vali Chandrasekaran, co-produtora da série.  McCarthy-Miller é uma amiga de longa data de Tina Fey — criadora do seriado, argumentista-chefe, produtora executiva, co-showrunner e estrela principal de 30 Rock — a quem conheceu enquanto trabalhavam no programa de televisão humoirístico Saturday Night Live (SNL). Diversos atores fizeram uma participação especial no episódio, incluindo Sue Galloway, Ray Bokhour, Matty Blake e Jabari Gayle. Os atores Cheyenne Jackson e Julianne Moore retornaram ao seriado neste episódio, enquanto os comediantes Kevin Meaney e Benjamin Magnuson também fizeram participações a desempenhar versões fictícias de John Hancock e Paul Revere, respetivamente.
Nos Estados Unidos, a transmissão original de "Winter Madness" ocorreu através da rede de televisão National Broadcasting Company (NBC) na noite de 21 de Janeiro de 2010. De acordo com o sistema de mediação de audiências Nielsen Ratings, aquela emissão foi assistida por uma média de 5 milhões e 585 mil agregados familiares, e foi-lhe atribuída a classificação de 2,8 e 7 de share entre os telespectadores pertencentes ao perfil demográfico dos 18 aos 49 anos de idade.
No episódio, a equipa do programa TGS with Tracy Jordan (TGS) sofre com a tristeza do inverno. Para os tentar animar, Pete Hornberger (interpretado por Scott Adsit) e Liz Lemon (Fey) apelam ao executivo Jack Donaghy (Alec Baldwin) para que leve o elenco numa viagem a Miami, Flórida. Ele concorda com a ideia da viagem, mas leva-os a Boston, Massachussets, para que possa estar perto de Nancy Donovan (Moore), a sua paixão do ensino secundário que vive lá. Liz tenta levantar o ânimo da equipa encorajando-os a explorar Boston. No entanto, apenas Tracy Jordan (Tracy Morgan) a acompanha numa visita guiada à cidade, na qual se envolve num confronto com homens vestidos como os Pais Fundadores. Entretanto, Liz tem de encontrar um bode expiatório para todos os seus problemas com a sua equipa de argumentistas, que estão zangados por terem ido a Boston, nomeando um funcionário importante da NBC.
De um modo geral, os críticos especialistas em televisão do horário nobre tiveram sentimentos mistos sobre "Winter Madness". Embora o humor e os momentos cómicos fortes tenham sido apreciado, especialmente os que envolveram as reacções da equipa do TGS ao serem enviados para Boston e as cenas caóticas que se seguiram, a relação de Jack com Nancy foi fortemente criticada e considerada sem humor e sem química. O sotaque de Boston de Julianne Moore foi amplamente criticado como pouco convincente e perturbador. Na verdade, o enfoque do episódio nessa trama foi visto como uma desvantagem, mas as piadas recorrentes envolvendo a personagem de John Lutz e a estratégia inteligente de Liz como bode expiatório foram elogiadas. Apesar das reacções mistas, a maioria dos críticos reconheceu que o episódio teve momentos engraçados e frases inteligentes suficientes para manter os espectadores entretidos, mesmo que não tenha sido um episódio de destaque de 30 Rock.

## Produção e desenvolvimento

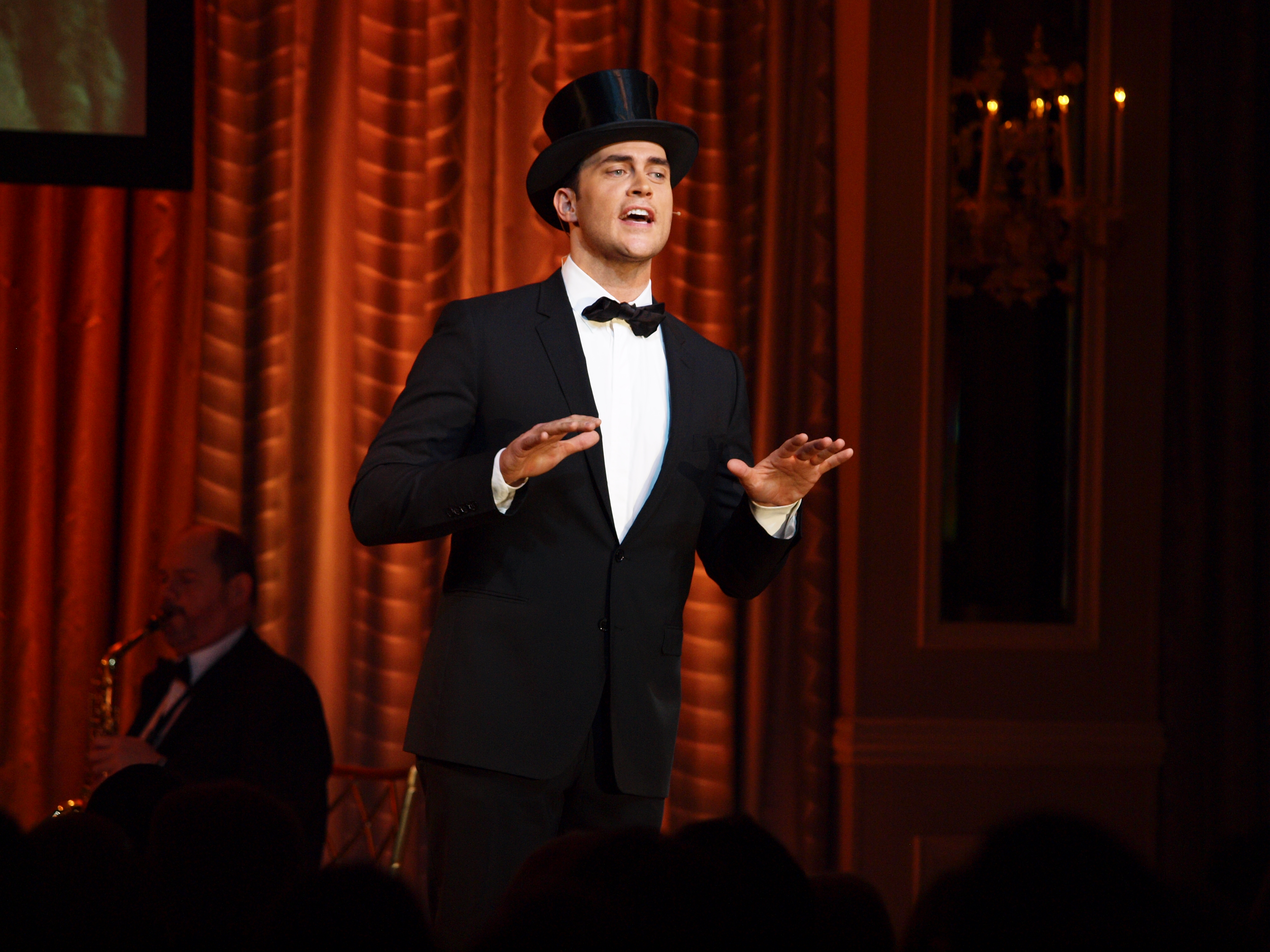
"Winter Madness" marcou a quarta participação de Cheyenne Jackson em 30 Rock.

"Winter Madness" é o 11.° episódio da quarta temporada de 30 Rock. As suas filmagens decorreram a 17 de Novembro de 2009 nos Estúdios Silvercup, lugar em Manhattan, Cidade de Nova Iorque, onde 30 Rock é normalmente filmado. O episódio foi realizado por Beth McCarthy-Miller, sua décima vez a trabalhar na realização de um episódio de 30 Rock, e teve o seu enredo redigido por Tom Ceraulo e Vali Chandrasekaran. Para Ceraulo, que também era coordenador de enredo da série, este foi o seu segundo crédito pela escrita de um argumento, enquanto para Chandrasekaran, que era também co-produtora da série, foi a sua primeira vez. McCarthy-Miller é uma antiga membro da equipa de realizadores do Saturday Night Live (SNL), um programa de televisão humorístico norte-americano transmitido pela NBC no qual Fey foi argumentista-chefe entre 1999 e 2006. 30 Rock é muitas vezes visto como um reflexo cómico do SNL, e Liz Lemon como uma versão ficcionada de Fey, encarnando as dificuldades de liderar um programa cómico num ambiente dominado por homens, tal como o seu papel na vida real no SNL. Vários antigos integrantes do elenco do SNL já desempenharam papéis importantes ou fizeram participações especiais em 30 Rock, inclusive Tracy Morgan e a própria Fey, que foi a primeira apresentadora feminina do segmento Weekend Update. Além de McCarthy-Miller, outros membros da equipa do SNL que já trabalharam em 30 Rock são: John Lutz, argumentista do SNL entre 2003 a 2010 e membro do elenco de 30 Rock; e Steve Higgins, argumentista e produtor do SNL de 1995 a 2009 que fez participações na sétima temporada de 30 Rock. Alec Baldwin, apesar de nunca ter sido membro do elenco do SNL, detém o recorde de ser o anfitrião do programa por mais vezes, com dezassete vezes.
"Winter Madness" marcou a segunda participação da atriz de cinema Julianne Moore em 30 Rock, e a quarta do ator de teatro Cheyenne Jackson. Eles interpretaram Nancy Donovan, uma antiga paixoneta de Jack do tempo do ensino secundário com quem se reencontrou, e Jack "Danny" Baker, o novo membro do elenco do TGS with Tracy Jordan (TGS), respetivamente. O argumentista Jon Haller explicou que a decisão de escrever mais para a personagem de Moore surgiu depois de ter ficado impressionado com o seu desempenho num papel cómico. "Winter Madness" também dá continuidade ao fascínio da personagem Tracy Jordan pela história dos Estados Unidos. Depois das suas tentativas anteriores de criar um filme sobre Thomas Jefferson na segunda temporada, este episódio vê Tracy a questionar a exatidão histórica dos atores no Freedom Trail de Boston. Outras participações especiais no episódio foram dos comediantes Kevin Meaney, Benjamin Magnuson e Jabari Gayle, que desempenharam respetivas versões fictícias de John Hancock, Pai Fundador dos Estados Unidos e patriota proeminente da Revolução Americana; Paul Revere, oficial militar norte-americano que desempenhou um papel importante durante os primeiros meses da Guerra Revolucionária Americana em Massachusetts; e Crispus Attucks, um marinheiro e estivador norte-americano tradicionalmente considerada como a primeira pessoa morta no Massacre de Boston.
O enredo de "Winter Madness" vê as personagens de 30 Rock a passarem um tempo na cidade de Boston, Massachussets como maneira de escapar a depressão sazonal trazida pelo inverno de Nova Iorque. O episódio aproveita o vasto conhecimento de Boston de vários argumentistas da série, incluindo Chandrasekaran, o co-showrunner e produtor executivo Robert Carlock, os co-produtores executivos Ron Weiner e Matt Hubbard, e ainda o co-produtor Steve Hely, muitos dos quais têm fortes conexões à cidade através da Universidade de Harvard. O enredo foi parcialmente inspirado na sensação de claustrofobia e desespero que se instala durante os invernos longos de Nova Iorque, tal como descrito por McCarthy-Miller. A realizadora referiu o impacto que o horário de trabalho intenso teve no elenco e na equipa da série, especialmente durante os meses de inverno. No episódio, embora a WBHD seja introduzida como a afiliada NBC em Boston, na verdade, a afiliada real é a WHDH. O escritório de Jack em Boston é uma duplicação do seu escritório em Nova Iorque. Quando Liz entra, Jack pergunta-lhe se consegue perceber quais são os sete itens diferentes, o que faz com que os dois olhem para a câmara e sorriam, quebrando assim a quarta parede.
Judah Friedlander, intérprete do argumentista Frank Rossitano em 30 Rock, é conhecido pela sua coleção de chapéus de camionista adornados com vários slogans, frases e palavras. Esta caraterística não é apenas um adereço aleatório, mas sim uma parte integrante da personalidade de Frank e do humor da série. Segundo Friedlander, ele desenha e cria estes chapéus pessoalmente, tendo originado chapéus suficientes para usar um diferente em cada cena de 30 Rock, o que se traduz em cerca de três chapéus por episódio. O conteúdo dos chapéus de Frank reflete frequentemente a sua personalidade sarcástica, interesses peculiares ou referências à cultura popular. Alguns exemplos notáveis incluem erros ortográficos, frases nostálgicas e afirmações bizarras que dão uma ideia do carácter de Frank antes mesmo de ele falar. Ocasionalmente, os chapéus são incorporados no enredo, acrescentando uma camada extra de comédia. A personalidade de Friedlander na vida real também envolve o uso de chapéus semelhantes durante as suas atuações de comédia stand-up. Muitas vezes, ostenta nesses chapéus títulos ou capacidades ultrajantes, como "Campeão do Mundo" em diversas línguas, o que contrasta humoristicamente com o seu comportamento descontraído. Em "Winter Madness", Frank usa bonés que leem "Wide and Tight", "Delete" e "Night Beast."

## Enredo

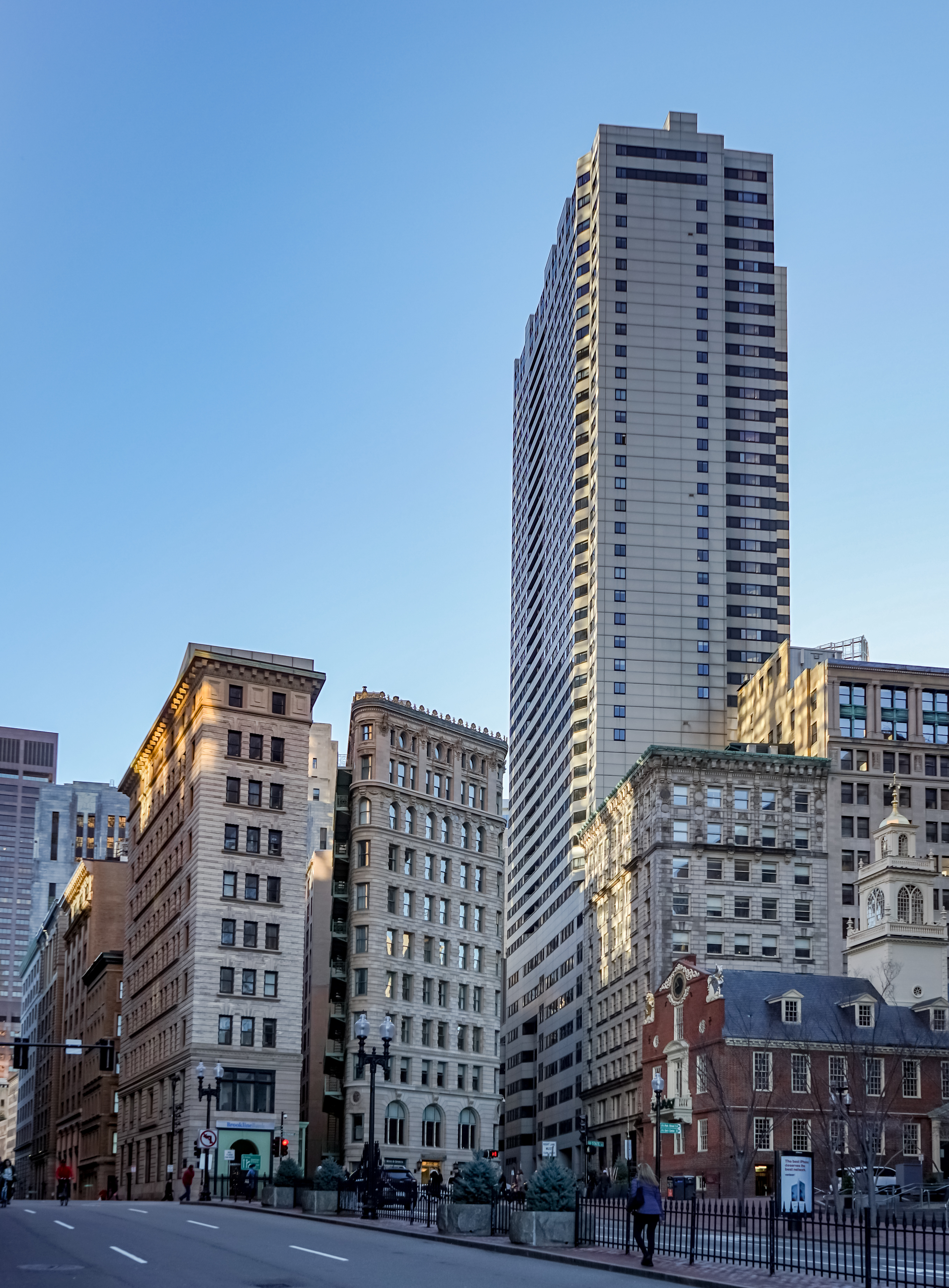
O episódio tem Boston, Massachussets, como locação.

A equipa e elenco do TGS está seriamente frustrada com o inverno, especialmente a argumentista-chefe Liz Lemon (Tina Fey) e o produtor Pete Hornberger (Scott Adsit). Kenneth Parcell (Jack McBrayer), estagiário da NBC, afirma ter "loucura de inverno." Como maneira de levantar o ânimo dos seus funcionários, Liz e Pete se reúnem com Jack Donaghy (Alec Baldwin), executivo da NBC responsável pelo TGS, e sugerem uma viagem à Miami. Porém, Jack vê nisto uma oportunidade de se reunir com Nancy Donovan (Julianne Moore), sua antiga paixoneta do ensino secundário com quem se reencontrou recentemente, mais uma vez, e decide levar toda a gente para Boston. Ninguém fica contente com esta decisão, pois também era inverno em Boston naquela altura. Quando toda a equipa chega a Boston, Kenneth e Jonathan (Maulik Pancholy) são assediados por um grupo de três funcionários masculinos todos chamados Shaun. A moral na sala dos guionistas atinge um ponto alto depois de o grupo ser obrigado a comer cachorros quentes da loja de conveniência de um posto de abastecimento, e todos atribuem a culpa do seu infortúnio a Liz. Como resultado, Kenneth, Jenna Maroney (Jane Krakowski), Frank Rossitano (Judah Friedlander), James "Toofer" Spurlock (Keith Powell), J. D. Lutz (John Lutz), Sue Laroche-Van der Hout (Sue Galloway), Cerie Xerox (Katrina Bowden) e Danny Baker (Cheyenne Jackson) descarregam a sua raiva nela, queixando-se de que Boston é mais fria do que Nova Iorque e não gostam de partilhar o escritório com a equipa de argumkentistas masculinos de fãs do Boston Bruins, que escreve para o programa Bruins Beat. Ela vai pedir um conselho a Jack para lidar com esta situação. Ele dá-lhe a dica de encontrar um inimigo comum na filial de Boston da NBC. Então, Liz inventa o nome Dale Snitterman e diz ao pessoal que Snitterman é a fonte de todos os seus problemas, não se apercebendo até mais tarde que tinha visto o nome algures naquela afiliada e não o tinha inventado. Nessa altura, a equipa encontra Snitterman (Ray Bokhour) e assedia-o.
Entretanto, Jack decide ir a casa de Nancy para a ajudar a arranjar a residência, mesmo correndo o risco de ser eletrocutado, e ela revela que o seu marido a deixou como forma de a levar a pedir o divórcio, mas Nancy recusa-se a fazê-lo, receando a opinião pública. Numa tentativa desesperada de fazer com que Nancy venda a sua casa, Jack faz com que Kenneth e Cerie finjam que a vão comprar. Ela recebe uma oferta e diz-lhe que a casa é apenas um estratagema para se manter no seu casamento. Jack finalmente admite os seus sentimentos verdadeiros por ela e insiste para que os dois conversem. Ela sugere que digam quatro palavras um ao outro como forma de colocar a sua relação em suspenso; Jack diz-lhe "Eu espero. Não para sempre," enquanto Nancy lhe diz "Vou tentar. Com muita força."
Simultaneamente, Liz convida os seus funcionários a explorarem a cidade de Boston, mas apenas Tracy Jordan (Tracy Morgan) se mostra disposto. Então, os dois percorrem o Freedom Trail. Tracy diz ao ator que interpreta John Hancock (Kevin Meaney) que a sua personagem não libertou realmente todos os americanos e questiona-o por ser dono de escravos e possivelmente um viajante do tempo, bem como um demónio branco. Quando lhe diz "Os Patriotas não prestam!" diz-o inadvertidamente perto de um grupo de adeptos da equipa New England Patriots. Mais tarde, Hancock traz a personagem Crispus Attucks e diz a Tracy que ele tem amigos negros. Quando Hancock diz que conheceu Attucks em 1775, Tracy rebate o argumento pois sabe que Attucks foi morto no Massacre de Boston em 1770.

### Análises da crítica

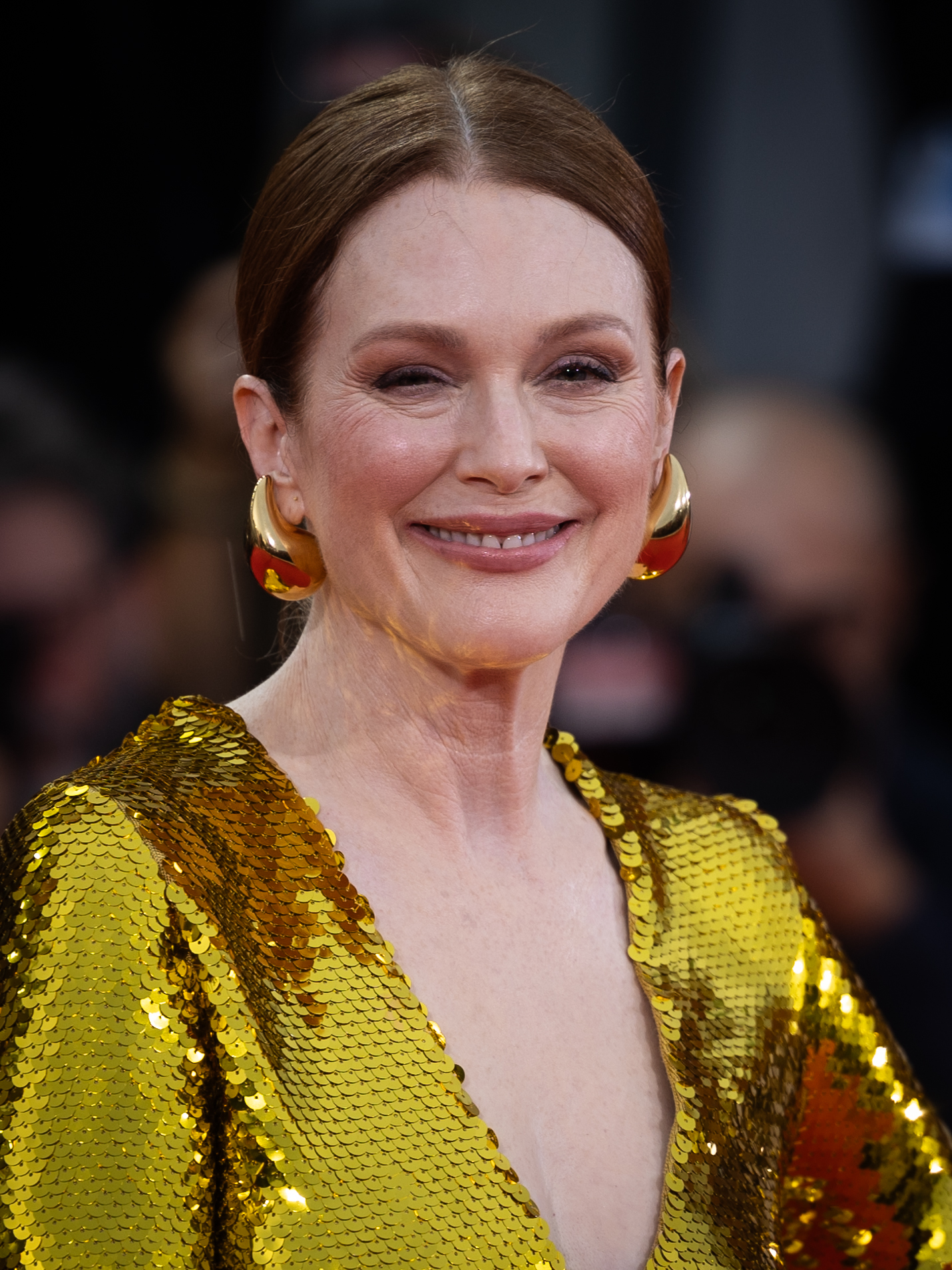
A estrela convidada Julianne Moore foi bastante criticada pelo seu sotaque de Boston.